# Pachydema bertiae
Pachydema bertiae är en skalbaggsart som beskrevs av Baraud 1982. Pachydema bertiae ingår i släktet Pachydema och familjen Melolonthidae. Inga underarter finns listade i Catalogue of Life.